# Paměti katovské rodiny Mydlářů v Praze
Paměti katovské rodiny Mydlářů v Praze jsou nejznámějším románem českého spisovatele historických próz Josefa Svátka z let 1886 až 1889. Autor v něm ve čtyřech dílech (I. Z magistra medicíny pacholkem katovým, II. Rozličné příběhy katovské, III. Syn Jan, nový kat staroměstský, IV. Neúprosná kola osudu) vylíčil osudy staroměstského kata Jana Mydláře (1572 – 14. března 1664, Praha) a jeho syna Jana Václava.

## Obsah románu
Podle autora románu pocházel Jan Mydlář z měšťanské rodiny v Chrudimi a byl magistrem lékařství pražské university. Z nešťastné lásky se stal katovým holomkem (snažil se zachránit před popravou milovanou ženu, která otrávila svého manžela, což se mu nepodařilo). U katovského řemesla však již musel zůstat, neboť byl navždy považován za nečistého člověka. Postupně se stal předním popravčím Českého království a jako takový musel vykonat 21. června roku 1621 popravu dvaceti sedmi českých pánů, vůdců stavovského povstání proti králi Ferdinandovi II.
Po smrti Jana Mydláře se stal staroměstským katem jeho syn Jan Václav, který díky své statečnosti a zásluhám výrazně zmírnil předsudky vůči své osobě a katům vůbec. Kati z rodu Mydlářů byli nejen velmi bohatí, neboť řemeslo (a kati bývali zároveň i pohodnými) vynášelo, ale také na svou dobu nezvykle vzdělaní. Soupis majetku Jana Václava uvádí totiž nejen mnoho cenností, ale i obrazy, a především množství vzácných knih.
Josef Svátek se ve svém díle soustředil na významné historické děje, kriminalistické případy, soudní procesy a mimořádné události, které vzrušovaly lidi koncem 16. století a v první polovině 17. století. V románu nacházíme zajímavé poznatky o tehdejším způsobu života lidí a četné údaje o historických osobách i z oblasti kulturní historie. Jedna z kapitol popisuje např. první veřejnou pitvu v Praze prováděnou Jánem Jesenským roku 1600, zajímavý je i přesný popis různých stupňů mučení.

## Skutečnost a fikce
Z románu se dá těžko posoudit, co je skutečnost a co autorova fikce. Autor v knize například spojil narození a mladá léta pražského katovského mistra s Chrudimí. Vznikla tak legenda, která je v povědomí veřejnosti pevně zakořeněna. Spojitost kata Mydláře s Chrudimí však nelze prokázat. Historické prameny naopak svědčí o tom, že jde o fabulaci.
To, že Jan Mydlář popravil dvacet sedm českých pánů, je historická skutečnost, stejně jako datum jeho smrti. Skutečností je také to, že se jeho nástupcem stal jeho syn Jan Václav. Josef Svátek také píše v závěru své knihy, že se po Janu Václavovi stal pražským katem i vnuk Jana Mydláře. Ten však sám údajně skončil na popravišti jako tajný spojenec francouzských žhářů. Archivy však tvrdí, že katem se stal Jan Zelinker, který si vzal za ženu Kateřinu Mydlářovou, ovdovělou druhou manželku zakladatele rodu.